# Тинчи Страйдер
Ква́зи Да́нкуа III (англ. Kwasi Danquah III), более известный под псевдонимом Ти́нчи Стра́йдер (англ. Tinchy Stryder; род. 14 сентября 1986, Аккра, Гана) — британский поп и рэп-певец.

## Биография
Тинчи Страйдер родился в Аккре, столице Ганы. В 14 лет работал на радио с такими рэперами, как Уайли и Диззи Раскалом. Впервые стал известен благодаря совместной композиции с певцом Тайо Крусом «Take Me Back», а впоследствии выпустил песню «Number 1» совместно с группой N-Dubz.
Его псевдоним возник от компьютерной игры Strider, в которую он любил играть в детстве, и клички Тинчи, которую ему дали за его маленький рост.

## Карьера
Дебютный альбом Тинчи Страйдера Star in the Hood вышел 13 августа 2007 года. С альбома вышло два сингла «Breakaway» и «Something About Your Smile». С этого и началась музыкальная карьера Тинчи. В 2008 году он появился в песне Крейга Дэвида «Where’s Your Love», а также в композиции группы Gang Gang Dance «Princes».
Со второго альбома Тинчи Catch 22 вышло также два сингла «Stryderman», который попал в британский чарт и «Take Me Back», что тоже был популярен и востребован, а также занял 39-е место и вскоре добрался до третьего в хит-параде Великобритании.
20 апреля 2009 года был выпущен сингл «Number 1», совместно с группой N-Dubz и уже через 6 дней попал на первое место. Это была первая работа как Тинчи Страйдера, так и группы N-Dubz, попавшая на первую строчку хит-парада.
Третий альбом рэпера Third Strike, вышедший 15 ноября 2010 года, не был успешным, как предыдущий, поэтому Тинчи решил сосредоточиться на создании нового альбома. 12 июня 2011 года вышел сингл «Spaceship» с четвёртого альбома Страйдера.
В 2011 году Тинчи Страйдер выступил на Финале Лиги чемпионов УЕФА 2011 года, он стал первым рэпером, который выступал на этом мероприятии.
В декабре 2012 года певец выпустил свой четвёртый альбом Full Tank, с которого вышли в течение всего года четыре сингла «Spaceship», «Off the Record», «Bright Lights (Good Life)» и «Help Me».

## Дискография
| №   | Название                                            | Длительность |
| --- | --------------------------------------------------- | ------------ |
| 1.  | «Star in the Hood (Intro)»                          | 1:57         |
| 2.  | «Perfect Timing»                                    | 4:05         |
| 3.  | «Breakaway (feat. Funda)»                           | 4:24         |
| 4.  | «Follow»                                            | 4:25         |
| 5.  | «Working for Days (feat. Fuda Guy)»                 | 3:35         |
| 6.  | «Hands of Time»                                     | 3:32         |
| 7.  | «Catch ’Em (feat. Dirty Danger & Shifty Rydos)»     | 3:04         |
| 8.  | «Something About Your Smile (feat. Cyleena Cymone)» | 4:40         |
| 9.  | «Wonder»                                            | 3:30         |
| 10. | «Dance 4 Now»                                       | 3:17         |
| 11. | «Stereotypes (feat. GoldieLocks)»                   | 4:04         |
| 12. | «Not Like Me»                                       | 2:48         |
| 13. | «Rely on Me»                                        | 4:06         |
| 14. | «Xtra (feat. Ruff Sqwad)»                           | 3:45         |
| 15. | «Mainstream Money»                                  | 3:20         |
| 16. | «Sorry, You Are? (feat. Chipmunk) (Hidden Track)»   | 2:50         |

| №   | Название                                           | Длительность |
| --- | -------------------------------------------------- | ------------ |
| 1.  | «Take Off»                                         | 1:47         |
| 2.  | «I’m Landing»                                      | 3:38         |
| 3.  | «Take Me Back (feat. Taio Cruz)»                   | 3:35         |
| 4.  | «Spotlight (feat. Tanya Lacey)»                    | 3:37         |
| 5.  | «Number 1 (feat. Dappy of N-Dubz)»                 | 3:33         |
| 6.  | «Shake Me»                                         | 3:40         |
| 7.  | «Stryderman»                                       | 4:08         |
| 8.  | «Warning»                                          | 3:18         |
| 9.  | «First Place»                                      | 2:48         |
| 10. | «Pit Stop»                                         | 1:47         |
| 11. | «Halo»                                             | 3:42         |
| 12. | «Tryna Be Me (feat. Ruff Sqwad)»                   | 3:26         |
| 13. | «Never Leave You (feat. Amelle Berrabah)»          | 3:31         |
| 14. | «We Got Dem (feat. Chipmunk)»                      | 3:02         |
| 15. | «You're Not Alone»                                 | 3:50         |
| 16. | «Preview»                                          | 3:53         |
| 17. | «Catch 22»                                         | 1:50         |
| 18. | «Express Urself»                                   | 2:57         |
| 19. | «Stryderman Remix (feat. Wiley)»                   | 4:09         |
| 20. | «Take Me Back Remix (feat. Sway and Chipmunk)»     | 4:14         |
| 21. | «Never Leave You Remix (feat. Bashy and Double S)» | 3:30         |
| 22. | «Rollin»                                           | 3:29         |
| 23. | «Stuck On My Mind»                                 | 3:44         |
| 24. | «It’s a Problem»                                   | 2:43         |
| 25. | «Story Unfold»                                     | 3:27         |
| 26. | «B.O.Y.Z»                                          | 4:09         |

| №   | Название                                                                               | Длительность |
| --- | -------------------------------------------------------------------------------------- | ------------ |
| 1.  | «Take the World (feat. Bridget Kelly)»                                                 | 4:23         |
| 2.  | «In My System»                                                                         | 3:33         |
| 3.  | «Famous»                                                                               | 4:01         |
| 4.  | «Tomorrow (feat. Bluey Robinson)»                                                      | 3:42         |
| 5.  | «Gangsta?»                                                                             | 2:33         |
| 6.  | «Stereo Sun (feat. Eric Turner)»                                                       | 3:16         |
| 7.  | «Second Chance (feat. Taio Cruz)»                                                      | 3:28         |
| 8.  | «Never Know»                                                                           | 3:34         |
| 9.  | «Game Over (feat. Example, Professor Green, Giggs, Devlin, Tinie Tempah and Chipmunk)» | 5:20         |
| 10. | «Let It Rain (feat. Melanie Fiona)»                                                    | 3:40         |
| 11. | «Remember»                                                                             | 3:31         |
| 12. | «Together (feat. Alexis Jordan)»                                                       | 3:42         |
| 13. | «Til the End (feat. Amelle Berrabah)»                                                  | 3:22         |
| 14. | «My Last Try (feat. Eric Turner)»                                                      | 3:33         |

| № | Название | Длительность |
| - | -------- | ------------ |

## Фильмография
| Год  |   | Русское название               | Оригинальное название | Роль               |
| ---- | - | ------------------------------ | --------------------- | ------------------ |
| 2012 | ф | Кит Лемон                      | Keith Lemon: The Film | в роли самого себя |
| 2012 | с | Единственный путь – это Эссекс | The Only Way Is Essex | в роли самого себя |